# マーティン・スタンツェライト
マーティン・スタンツェライト（Martin Stanzeleit、1971年 - ）は、ドイツ出身のチェロ奏者、指揮者。広島県在住。

## 誕生と欧州での活動
1971年、ドイツ南部のバンベルク市生まれ。両親は共にバイオリン奏者であり、姉もバイオリンを習う弦楽一家であった。　
本人は3歳からバイオリンを習っていたが、家族のように上手く演奏できないのが子供ながらに嫌になり、5歳でチェロを始めた。ドイツ国内のユースコンクールで優勝。
1995年、エッセン国立音楽大学(Folkwang Essen)を首席で卒業。大学時代はヤンチャン・チョウ氏に5年間執事し、同氏より大きな影響を受けた。。卒後はドイツ室内楽アカデミー管弦楽団で活躍、その後デンマークに移り、デンマーク王立歌劇場の専属オーケストラ、コペンハーゲンフィルハーモニー管弦楽団の客演首席チェロ奏者などで経験を積んだ。
広島交響楽団でチェロ奏者を募集していることを知り応募、優れた技量が認められ首席チェロ奏者を任命された。

## 日本での活動

### 広島交響楽団
1998年に妻と日本に移住。同年7月広島交響楽団に入団。妻の故郷とはいえ、異郷のオーケストラへ就任には不安が強く、後に｢水が入っているかどうか判らないプールに飛び込むようなものだった。｣と表現している。団員にはドイツへの留学経験者が多く日常の意思疎通には困らなかったが、日本人指揮者の指示の理解には苦労が伴った。中国新聞では”広島交響楽団の顔””広響人”して報道された。2012年3月27日の広島交響楽団東京公演(墨田区のすみだトリフォニーホール)では、エルガーのチェロ協奏曲のソリストを務め、「広響の豊かな音楽性を東京の聴衆に印象づけた」とされた(音楽ジャーナリスト・岩野裕一)。

### カンマーフィルハーモニーひろしま
2009年、カンマーフィルハーモニーひろしま（Kammerphilharmonie Hiroshima）という室内オーケストラを結成、同オーケストラで指揮者・チェロ奏者として活動を始めた。

### クレイジー・クラシックス
2010年、広島交響楽団などで活躍する演奏家6人（チェロ、クラリネット、トロンボーン、コントラバス、ギター、パーカッション）で、クラシック音楽に演劇や笑いの要素を取り入れたアンサンブルグループ『クレイジー・クラシックス』を結成した。各地で演奏活動を開始した。台本などの作成も手がける。クラシック界では日本初のコメディークラシックアンサンブルと言われる。

### カンティレーヌ
2012年12人のチェリストで構成されるチェロアンサンブル「カンティレーヌ」を結成し、東日本大震災のチャリティーコンサートなどを開催した。

## 特記事項
- 大阪や仙台など各地のオーケストラにも客演奏者として出演も多い[2]。
- 2007年からNHKラジオのドイツ語講座のテキストでエッセーを連載し[3]、2010年12月に「ドイツ語エッセイ」（NHK出版）にまとめ日独で出版された[1][3]。
- 日本文化にも深い関心を持ち、オーケストラで聴く交響曲が”奈良の大仏”だとしたら、小人数で奏でる室内楽は”漆工芸”と比喩し、文化的にはどちらも大変貴重だが、表現が違うとして、クラシック音楽の魅力を語っている[2]。
- 2011年12月13日、「けんしん育英文化振興財団」より第27回県民文化奨励賞を贈呈された[12]。
- 2012年頃は1849年にフランスで製造されたチェロを使用していたが、2015年頃には1691製のフランチェスコ・ルジェッリを使用している。
- 広島交響楽団の演奏活動の傍ら、エリザベト音楽大学非常勤講師も勤めたが[1]、2016年現在は退職している[13]。

## 作品

### 著書
- ｢Neugierig auf Japan｣　　2006年3月発刊(ドイツ語）　Wiesenburg Verlag　ISBN 978-3937101897
- ｢Mein Hiroshima｣ 2007年4月発刊(ドイツ語）　Wiesenburg Verlag　ISBN 978-3939518297
- ｢Eine kleine Kaffeepaus｣（日本語/ドイツ語）2010年12月16日　日本放送出版協会　ISBN 978-4140350904

### CD
- ラフマニノフ:チェロ・ソナタ　2011年エリクソン　ASIN: B00501X6TQ
- チャイコフスキー:3大バレエ セレクション(渡邊一正 版)ASIN: B000VJD48U

## 公式WEB
http://www.martinstanzeleit.com/jpn/jpnindex.html